# 残留応力
残留応力 （ざんりゅうおうりょく、residual stress）とは、 外力を除去した後でも物体内に存在する応力のことである。フックの法則により残留応力に対応するひずみを、残留ひずみ（ざんりゅうひずみ、residual strain）と呼ぶ。残留応力の分布は様々だが、物体の平衡状態を満足するため、物体全体では正負の残留応力が釣り合っている。
残留応力の発生は望ましいときと望ましくないときがある。一般的に、圧縮の残留応力は強度を向上させ、引張の残留応力は強度を低下させる。例えば、レーザーを照射して残留応力を付与するレーザーピーニングは、タービンエンジンに使用されるファンブレードのような金属部品に有益な圧縮の残留応力を与える。また、スマートフォンのディスプレイに使用されている強化ガラスにも応用され、大きくて薄く、かつ、き裂・擦り傷に抵抗のあるものを実現している。しかし、意図しない残留応力の発生は構造物の早期破壊を引き起こす場合もある。
残留応力は様々なメカニズムで発生する。例えば、塑性変形や温度勾配、物質の相転移などがある。溶接時に発生する熱は局所的な材料の膨張を発生させる。溶接中は、溶接されている部品が移動したり、溶融金属が膨張を吸収するが、溶接完了時には、ある部分は他の場所以上に早く冷却され、残留応力が残る結果となる。

## 応用
意図しない残留応力発生は望ましくないことが多いが、いくつかの設計では残留応力を活用している。特に脆性材料では、強化ガラスやプレストレスト・コンクリートのように、予め圧縮残留応力を加えることで靱性を強化できる。脆性材料の支配的破壊機構は、脆性破壊と呼ばれ、初期き裂の形成から始まる。外力による引張応力がかけられるとき、き裂先端に応力集中が発生してき裂先端部の応力が非常に大きくなる。これにより、初期き裂は速やかに進展し、最終的に破壊に至る。圧縮残留応力を持つ材料はこのような脆性破壊に対して強化される。これは初期き裂が発生しても残留応力によりき裂に圧縮がかかるためである。脆性破壊が発生、き裂が進展するには、外部から加わる引張応力が残留応力による圧縮応力を上回る必要がある。
鉄鋼のような金属塑性材料に対しては、表面に小さな鋼球をぶつけることで表面に塑性変形による加工硬化と表面応力の均一化及び圧縮残留応力を与えて強度向上を図るショットピーニングと呼ばれる技術がある。疲労による破壊に対しても圧縮残留応力の付与は有効で、疲労限度の向上や疲労き裂進展速度の低下に寄与する。
剣の製造では、マルテンサイトの発生勾配を利用して硬さを生み出している。特に刀の製造が著名である。硬い刃先と比較的柔らかな背面の残留応力の違いが、いくつかの剣の種類に特徴的な曲線形状を与えている。

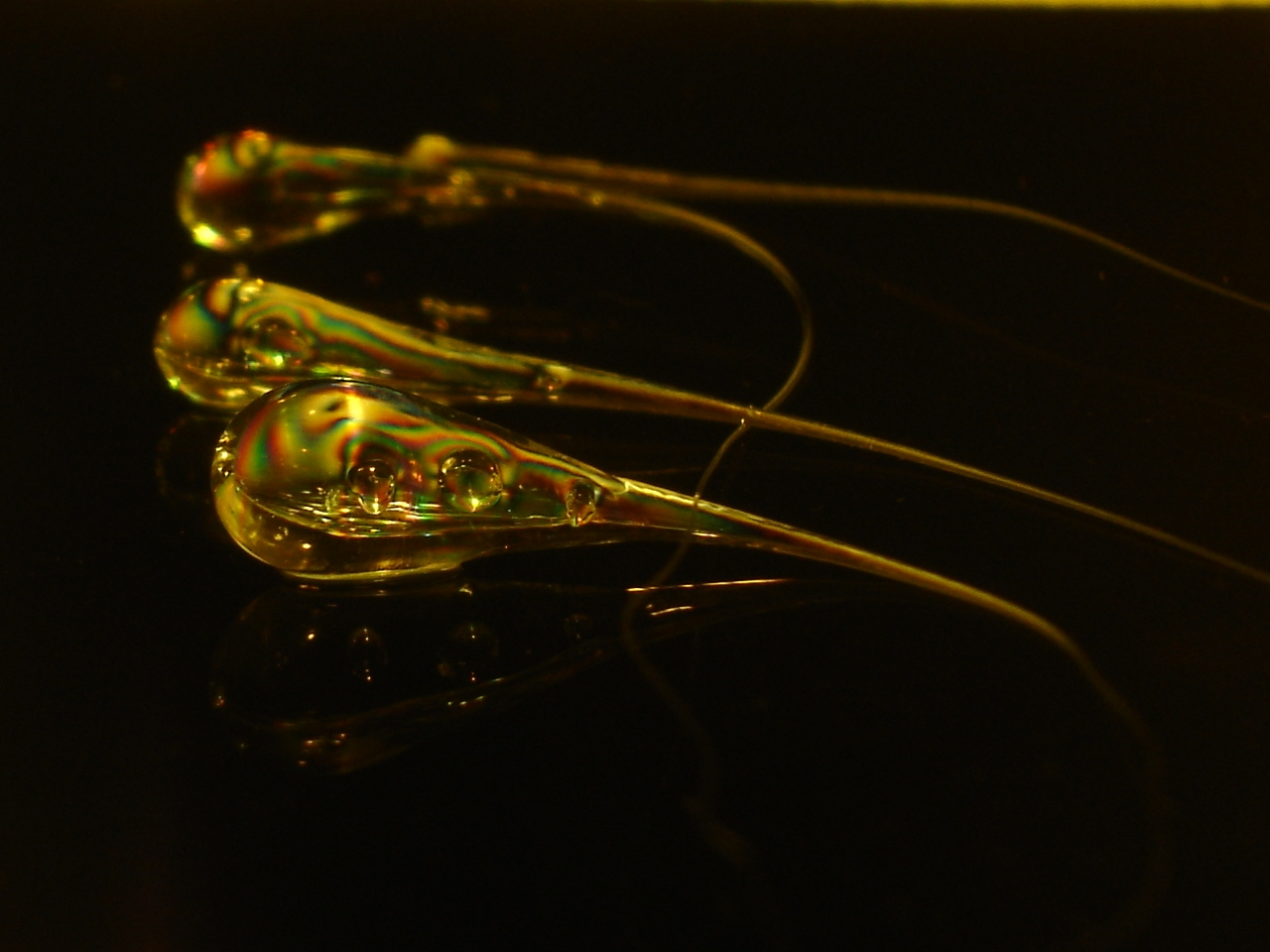
オランダの涙

強化ガラスには、ガラス表面に圧縮応力が残留し、均衡的に内部に引張応力が発生する。表面上の圧縮残留応力により強化ガラスはき裂に対して抵抗を持つが、表面が壊れた際には内部の引張残留応力により粉々に砕ける性質を持つ。この効果は、溶融させたガラスを冷水に落として作られるオランダの涙と呼ばれる実験で分かり易くデモンストレーションされる。
実際の強化ガラスでは、ガラス表面に空気を吹き付けて急冷させて残留応力を与える強化ガラスや、化学的にイオン交換を利用して残留応力を与える化学強化ガラスなどがある。

## 測定技術
残留応力を測定する技術はいくつかあり、大きくは破壊法、非破壊法に分けられる。破壊法の1つは、対象物の切断または穴あけ、切り込みなどを行ったときに解放される応力あるいはひずみを利用するものである。一方、超音波や磁気による非線形弾性による手法は標準試料を必要とする。
X線回折 は非破壊法の1つで、100マイクロメートル程度の分解能で局所的な残留応力測定が可能である

中性子回折法 も局所的な残留応力測定が可能な方法である。どちらの方法が最適かは部品の設計による。

## 残留応力の除去
不要な残留応力は金属部品製造の過程において発生したとき、いくつかの方法により残留応力の除去あるいは低減がされる。これらの方法は、熱処理による方法と非熱的な方法に大きく分けられる。
熱処理による方法としては、応力除去焼きなまし(stress relief annealing)が用いられている。焼きなましの中でも、特に低温で行うもので低温焼きなましとも呼ぶ。鉄鋼材料に対しては再結晶温度以上、A1変態点温度以下で加熱保持され、一定時間後に徐冷することで応力除去焼きなましが行われる。